# Stan (Mirna, Slovenija)
Stan je naselje u slovenskoj Općini Mirna. Stan se nalazi u pokrajini Dolenjskoj i statističkoj regiji Jugoistočnoj Sloveniji. 

## Stanovništvo
Prema popisu stanovništva iz 2002. godine naselje je imalo 0 stanovnika.